# Lennon-McCartney
Lennon-McCartney fue un dúo de compositores integrado por John Lennon y Paul McCartney, componentes de la banda de rock The Beatles, que incluía sus canciones compuestas en pareja, pero también las que cada uno escribía por separado. Su asociación para componer canciones es una de las más conocidas y de mayor éxito en la historia de la música popular. Entre 1962 y 1969, escribieron y publicaron alrededor de 180 canciones acreditadas de forma conjunta, de las cuales la gran mayoría fueron grabadas por The Beatles, y forman parte del grueso de su catálogo. A diferencia de muchas parejas de compositores que abarcan distintos letristas y compositores, tanto Lennon como McCartney escribieron la letra y la música. La cantidad que cada escritor contribuyó varía de una canción a otra, a veces sus contribuciones eran en general de igualdad, pero con más frecuencia, cada canción era principalmente el trabajo de uno de los dos autores acreditados.
Las composiciones de Lennon y McCartney han sido objeto de numerosas versiones. Según el Libro Guinness de récords mundiales, "Yesterday" escrita por McCartney, ha sido grabada por otros artistas más veces que cualquier otra canción en la historia de la música moderna.

## Trabajo en equipo

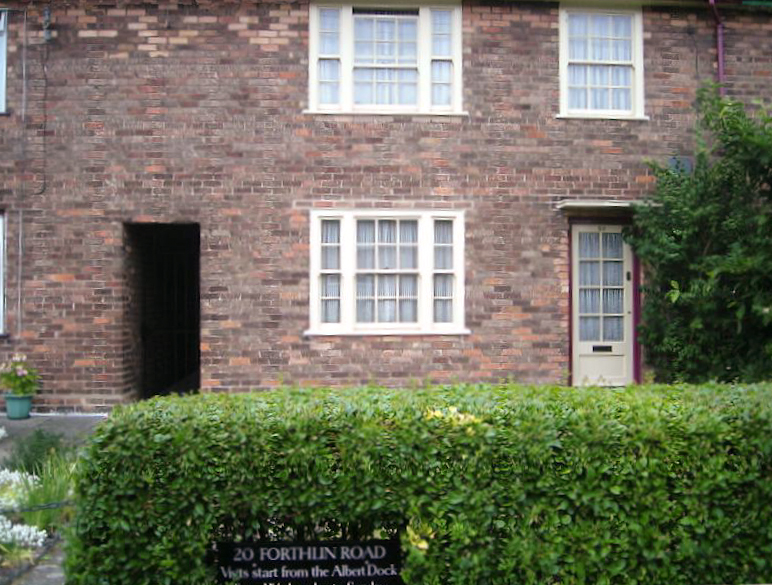
La dupla Lennon/McCartney comenzó en la casa de Paul.

Los ídolos musicales de Lennon y McCartney fueron los Everly Brothers, Elvis Presley, Buddy Holly y Little Richard. Aprendieron a tocar muchas de sus canciones e imitaron su sonido. Sus primeras composiciones fueron realizadas en la casa de McCartney (20 Forthlin Road), en la casa de Mimi –la tía de Lennon– en 251 de Menlove Avenue, o en el Liverpool Institute. Solían invitar amigos como George Harrison, Nigel Whalley, Barbara Baker y los compañeros de la escuela de arte de Lennon a escuchar las actuaciones de sus temas.
Aunque se cree que cada uno componía las canciones por su lado y simplemente lo acreditaba a la dupla, es extraño que una canción se completara sin la participación de ambos.[cita requerida] Muchas veces, uno de ellos hacía los primeros bosquejos de una idea (o fragmentos de una canción) para que el otro lo terminara o mejorara.
En algunas ocasiones, dos partes o ideas que fueron creadas de forma individual se combinaban en una única canción. Por ejemplo, era común que uno de ellos creara un middle-eight o puente y lo agregara a las estrofas y estribillo del otro. Lennon llamaba a esto "escribir cara a cara" y "jugar en las narices del otro".

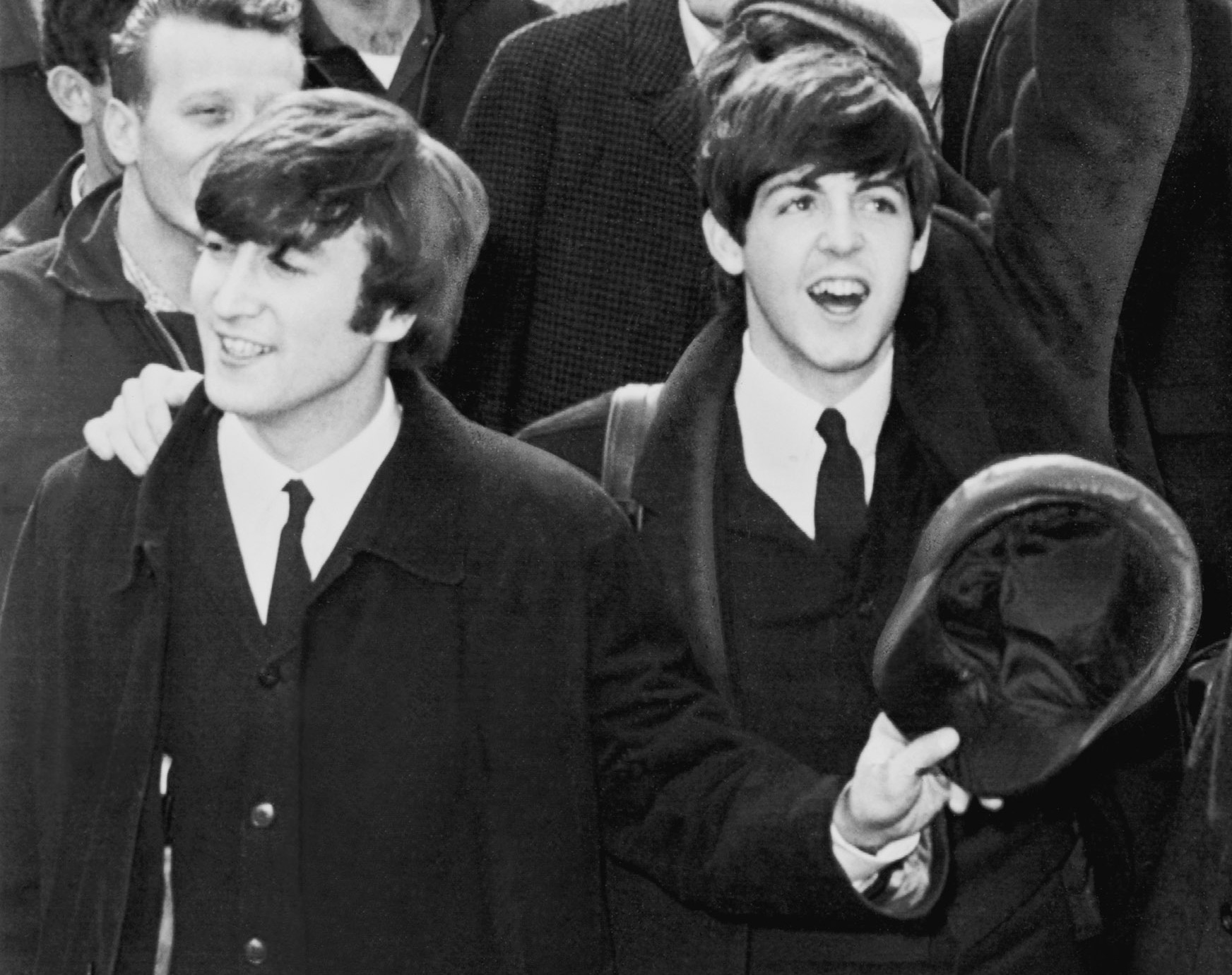
John Lennon y Paul McCartney en 1964.

Ambos compusieron juntos entre 1958 y 1969. No obstante, con el paso del tiempo, las canciones mostraron cada vez más la impronta de uno, mientras que el otro colaboraba con algunos versos o con un acorde alternativo. "A Day in the Life" es un ejemplo de una de las canciones de The Beatles en la que, siendo de John Lennon, contiene un fragmento hecho por McCartney ("Woke up, fell out of bed...") añadido en medio de la composición de aquel ("I read the news today, oh boy...").
En una entrevista para la revista Playboy en 1980, Lennon dijo: "Uno podría decir que él (McCartney) proveía luminosidad u optimismo, mientras que yo siempre iba a la tristeza, la discordia o a un costado más bien depresivo. Durante un tiempo, pensaba que no escribía melodías, que Paul lo hacía y que yo sólo escribía Rock n' Roll directo y a los gritos. Pero, por supuesto, cuando pienso sobre mis canciones –"In My Life"– o en alguno de los primeros temas –"This Boy"–, yo escribía melodías con lo mejor de ellas... Entonces, otra vez, yo solía ser el que se daba cuenta dónde ir con una canción, una historia que comenzaba Paul. En muchas canciones, lo mío era el middle eight, el puente".

## La acreditación
Lennon y McCartney comenzaron a escribir canciones incluso antes de ser The Beatles. Lennon sugirió que todas las canciones compuestas por al menos uno de ellos (ya fueran las escritas individualmente por uno o aquellas en las que los dos trabajaron) debían ser acreditadas a ambos. Esto fue para simular la familiaridad de la dupla Leiber/Stoller. Entre enero de 1962 y diciembre de 1969, todos los temas de ellos fueron acreditadas a Lennon/McCartney.
Sin embargo, las siguientes canciones creadas en ese período no fueron registradas en la dupla: “Woman” publicado por Peter and Gordon (1966 por McCartney bajo el pseudónimo de "Bernard Webb"), la banda sonora The Family Way (McCartney, 1967), “Cat Call” publicado por Chris Barber (McCartney, 1967), “Penina” publicado por Carlos Mendes (McCartney, 1969), “Cold Turkey” (Lennon, 1969) y “Come and Get It” publicado por Badfinger (McCartney, 1969).
Existió un desacuerdo entre los dos ex-Beatles por la autoría de tres temas: “In My Life”, “Eleanor Rigby” y “Ticket To Ride”. Pese a que Lennon afirmó que McCartney ayudó sólo en el middle eight de “In My Life”, McCartney reclama que escribió toda la melodía inspirándose en dos canciones de Smokey Robinson: “You Really Got A Hold On Me” y “The Tears Of A Clown”.
Por otra parte, McCartney manifestó que escribió “Eleanor Rigby” en un piano recto en la sala de música de los Asher en Wimpole Street y después lo tocó para Donovan antes de terminar el tema, algo que el cantautor escocés confirmó. En 1972, Lennon declaró que compuso el 70% de la letra de “Eleanor Rigby”, pero el amigo de la infancia de Lennon, Peter Shotton, afirmó que su contribución fue “absolutamente nula”. Al respecto, los conocedores del tema coinciden en asignarle el crédito de “In My Life” principalmente a Lennon y “Eleanor Rigby” para McCartney, pero que ninguna canción fue escrita solo por uno de ellos.

## Controversias
La naturaleza y el orden de facturación del crédito fue una ocasional fuente de controversias. 

### Lennon/McCartney vs. McCartney/Lennon

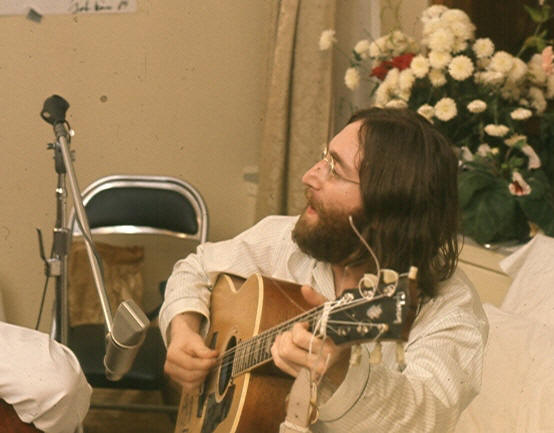
John Lennon, autor de "Give Peace a Chance", acreditó la canción a Lennon/McCartney.

Cuando McCartney lanzó su álbum solista en vivo, Wings Over America en 1976, las cinco canciones de The Beatles que se incluyeron figuraban como "McCartney/Lennon". Por esto, Yoko Ono se quejó públicamente al respecto, pero su esposo no hizo ninguna objeción.
A finales de la década de 1990, Paul McCartney y Yoko Ono estuvieron en una disputa por la autoría de algunos temas de The Beatles. El ex Beatle quería que "Yesterday" estuviera acreditada a "Paul McCartney and John Lennon". McCartney resaltaba que él y Lennon habían acordado en que los créditos podían invertirse si alguno de ellos quería en cualquier versión futura. Sin embargo, desistió de la idea en 2003, diciendo: "Estoy feliz con la forma en la que es y siempre ha sido. Lennon y McCartney sigue siendo la marca del rock 'n' roll de la que me enorgullece ser una parte – en el orden en el que siempre ha sido". En febrero de 2005, McCartney aclaró: "Es algo que ya no me causa problemas".

### "Give Peace a Chance"
Cuando la compilación póstuma de los éxitos solistas de John Lennon, Lennon Legend: The Very Best of John Lennon, salió en 1997, la canción "Give Peace a Chance" apareció acreditada a 'Lennon/McCartney' aunque había sido escrita íntegramente por John Lennon. Este señaló que decidió compartir el crédito con su compañero por "sentirse culpable". También se ha dicho que lo hizo como una forma de agradecimiento a McCartney por haberle ayudado a grabar "The Ballad of John and Yoko".

## Legado

### Impacto cultural
Lennon–McCartney, junto con el dúo de escritores de los Rolling Stones, Mick Jagger y Keith Richards, así como otros escritores de la Invasión Británica, inspiraron cambios a la industria de la música porque eran bandas que escribían e interpretaban su propia música. Esta ola amenazaba a los escritores de canciones profesionales que dominaban la industria de la música americana. Ellie Greenwich, una escritora del Edificio Brill, dijo "Cuando los Beatles y la Invasión Británica entera llegó, estábamos todos listos para decir, 'Miren, ha sido bueno, no hay más lugar para nosotros... Es ahora para el grupo autónomo- hacen, cierto tipo de material. ¿Qué hacemos?".

### Catálogo Beatle
La asociación escritora Lennon-McCartney forma la mayoría del catálogo Beatle. Los primeros dos álbumes de estudio lanzado en Reino Unido, incluyeron 12 canciones versionadas y 15 canciones Lennon-McCartney, con una canción ("Don't Bother Me") acreditada a George Harrison. Su tercer álbum lanzado en Reino Unido, A Hard Day's Night (1964), es el álbum original hecho completamente de composiciones Lennon-McCartney. El próximo álbum lanzado, Beatles for Sale (1964), incluyó seis canciones versionadas y ocho originales de Lennon-McCartney. El lanzamiento subsecuente, Help! (1965), cuenta con dos canciones versionadas y dos composiciones de Harrison, así como diez canciones de autoría Lennon-McCartney; era el último álbum en presentar una composición no-original hasta Let It Be, el cual incluía un arreglo de la canción folclórica tradicional de Liverpool "Maggie Mae". Entre las canciones esta producción post-Help!, Harrison contribuyó entre una a cuatro canciones por álbum, y Starr escribió dos canciones en total y recibió un crédito conjunto con Lennon y McCartney por un tercio de ("What Goes On"). En adición, "Flying" y "Dig It" fueron acreditadas a los cuatro Beatles. El resto del catálogo provinieron de Lennon y McCartney.
Lennon y McCartney le dieron canciones a Starr para cantar y también a Harrison antes de que este empezara a escribir su propio material. En cuanto a las canciones que se conservaron para ellos, cada compañero cantaba su propia composición, a menudo con sus armonías provistas, o compartían el liderazgo vocal. Si cada uno proporcionaba un fragmento a una canción, era posible que la cantara, como en el caso de "I've Got a Feeling" y "A Day in the Life". "Every Little Thing" es un raro ejemplo de una canción Lennon-McCartney en la cual un miembro fue el mayor compositor (McCartney) pero el otro la cantaba (Lennon). McCartney canta en unísono con Lennon en otros versos. McCartney solía cantar las notas altas en las armonías, excepto en 3 ocasiones que hizo las bajas, a saber, Come Together, Hey Bulldog y I Don't Want To Spoil The Party.
En enero de 2017, McCartney presentó una demanda en Estados Unidos a la corte del distrito contra Sony/ATV Music Publishing buscando reclamar la autoría de su parte del catálogo Lennon-McCartney empezando en 2018. Bajo las reglas de derechos de autor de los EE.UU, para trabajos publicados antes de 1978 el autor puede reclamar derechos de autor asignados a una editorial después de 56 años. McCartney y Sony accedieron a un arreglo confidencial en junio de 2017.

## Participación de otros compositores

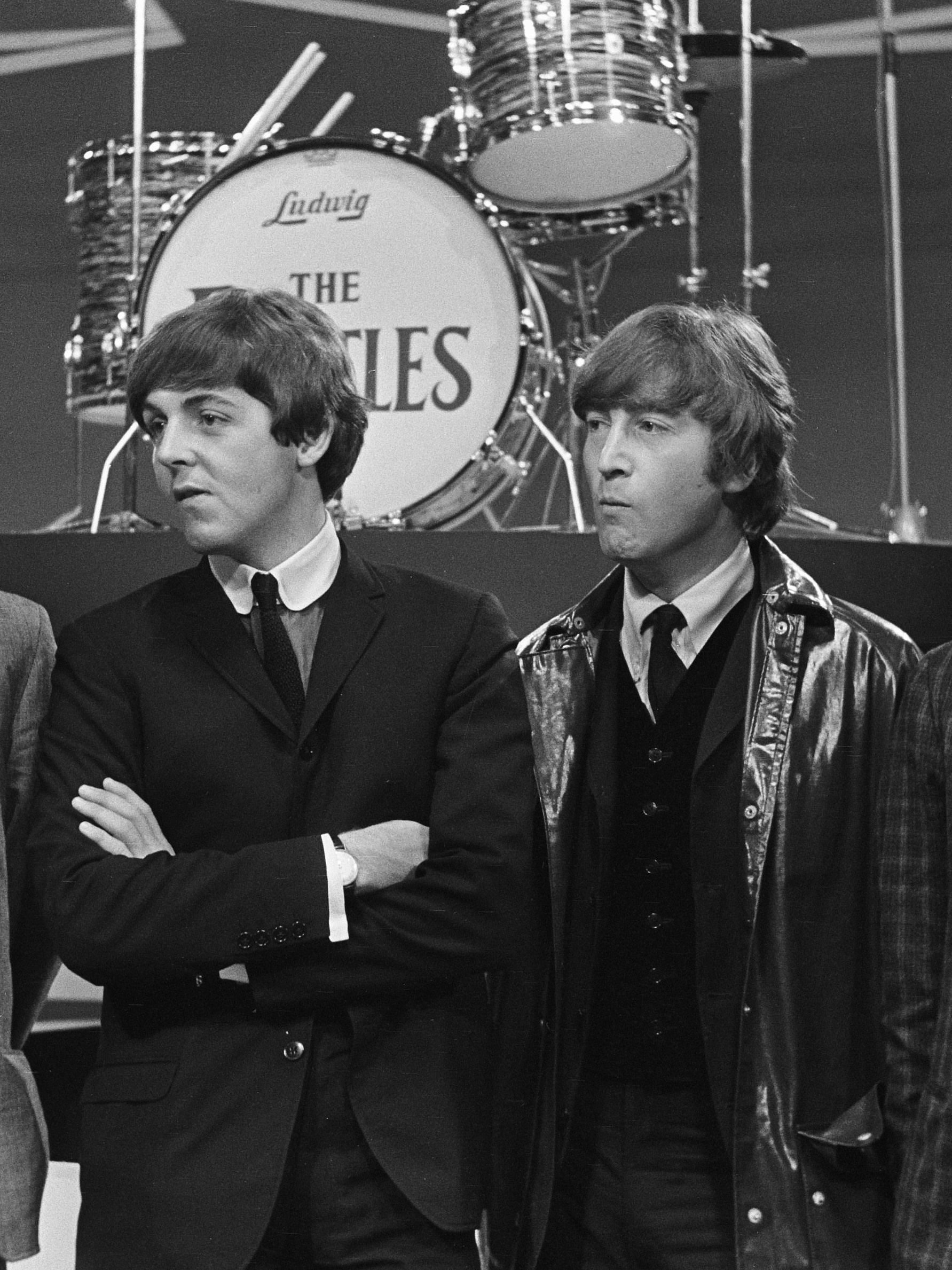
Paul McCartney y John Lennon en 1964

Existen canciones de The Beatles que fueron acreditadas por Lennon/McCartney junto a otros autores. "What Goes On" fue registrada como "Lennon/McCartney/Starkey" (Ringo Starr). Asimismo, "Flying" y "Dig It", más las versiones Beatles de "Free as a Bird", "Real Love" y "Now and Then" fueron acreditadas a "Lennon/McCartney/Harrison/Starkey".
Las versiones en alemán de "I Want to Hold Your Hand" y "She Loves You" también fueron acreditadas por otros compositores que realizaron la traducción: "Komm, Gib Mir Deine Hand" fue registrada a "Lennon/McCartney/Nicholas/Heller" y "Sie Liebt Dich", a "Lennon/McCartney/Nicholas/Montague".
Para el disco Love lanzado por Cirque Du Soleil en 2006, la canción mezclada Within You Without You/Tomorrow Never Knows está acreditada como Lennon/McCartney/Harrison, ya que originalmente la canción "Tomorrow Never Knows" fue acreditada Lennon/McCartney mientras que "Within You, Without You" escrita por Harrison.